# الکس بنونگا
الکس بنونگا (انگلیسی: Alex Benvenga؛ زادهٔ ۳۰ مهٔ ۱۹۹۱) بازیکن فوتبال اهل ایتالیا است.
از باشگاه‌هایی که در آن بازی کرده‌است می‌توان به باشگاه فوتبال لچه، باشگاه فوتبال کومو، باشگاه فوتبال پیزا، و باشگاه فوتبال وارزه اشاره کرد.